# 外道忍法帖
『外道忍法帖』（げどうにんぽうちょう）は、山田風太郎による日本の小説。忍法帖シリーズの長編作品の一つ。『週刊新潮』1961年8月28日号から1962年1月1日号に連載された。

## 概要
九州の地を舞台に、伊賀・甲賀・大友、15人対15人対15人の三つ巴の戦いが行われる。登場忍者は47名とシリーズ最多である。※大友陣営は15人+2人。

## あらすじ
時は江戸時代、天草島原の乱の数年後。キリシタンの摘発と迫害が過酷を極めた時代…元宣教師であり、今ではキリシタンを取り締まる身となった「背教者」フェレイラは、ある目的を秘めてキリシタンの女の取り調べにあたっていた。その目的とは、かつて天正遣欧少年使節がローマ教皇に謁見した折、日本にキリスト教を広めるためとして授かった財宝を探し出すこと。その価値は百万エクーに及ぶという。
それをかつて棄教を強いられた折、ともに拷問を受けた使節のひとり、ジュリアン中浦から聞いていたフェレイラは、その真偽をはかるべく、幾多の女性信者、それも処女を吟味していたのだが、ひとりの女信者の取り調べによって本当であったことを悟る。ジュリアンによれば、財宝の隠し場所は15人の処女信者が胎内に持つ金の鈴に秘められているということ、その鈴を持つ者を、フェレイラが預けられた青銅の十字架が明らかにするということ…フェレイラはその「十五童女」の1人を見つけ出したのだ。
報告を受けた幕府老中、松平伊豆守は財宝を入手し、キリシタンの手に入ることを防ぐため、配下の伊賀者のうち「天草衆」15人を童女達が潜む長崎の地へと派遣する。天草扇千代を頭領とする彼らは、父祖の地に一族再興をかけて「十五童女」を追う。
また、配下から情報を聞いた、当代一の軍学者といわれる由井正雪も幕府転覆計画の軍資金として財宝の奪取を狙う。彼が派遣したのは配下の手練れ甲賀忍者やはり15人。
かくて異国情緒あふれる長崎を舞台に、伊賀忍者、甲賀忍者、そして大友の忍法を使うキリシタン「十五童女」達の血みどろの戦いが始まった…

## 主な登場人物

### 天草党
豊臣秀吉の九州征伐以前に天草一帯を統べていた一族。松平伊豆守に仕え、主家である天草一族の再興をかけて聖宝をめぐる争いに臨む。
天草扇千代（あまくさ せんちよ）
「天草党」の頭領。彼らの主家の嫡流で、自らも忍法「山彦」を使う忍者である。自らは忍法を封じられたまま、闘争を追うことになる。
天草党の忍者たち
いずれも伊賀で鍛錬した忍者。鳥羽大膳亮、志摩法之進、葛城道四郎、秩父八十八、那智孫九郎、阿波小刑部、勿来銀之丞、厨川半心軒、百済水阿弥、結城矢五郎、曽我杢兵衛、中嶽塔之介、騎西半太夫、当麻伊三次に頭領の天草扇千代を合わせ15人。

### 張孔堂組
由井正雪の配下で、その命のもと聖宝奪取を狙う。張孔堂とは由井正雪の軍学所の名称で、普段はそこに通う門人らしい。
張孔堂組の忍者たち
いずれも手練の甲賀忍者。真昼狂念、漣甚内、日ノ輪内膳、十六夜鞭馬、鴬道忍、不知火左京、天王寺勘助、桐ノ木将曹、弟子丸銅斎、大文字弥門、篝兵部、猿羽根冬心、秦卍丸、赤厨子丹波、朽ノ葉帯刀の15人。

### 十五童貞女
法王の聖宝のありかを秘めた黄金の鈴を持つ処女たち。洗礼名はウルスラ、サヴィナ、ルフィナ、マルタ、マグダレナ、ジュリナ、カタリナ、クララ、ベアトリス、エテルカ、フランチェスカ、ガラシャ、テクラ、ジュスタ、モニカ。普段の姿は身内でも秘密となっており、互いは素性を知らない。
マリア天姫（マリアてんひめ）
大友氏直系の姫で「十五童貞女」の主。十五童貞女に鈴を守るために戦うことを命ずる。彼女らに大友忍法を授けた人物でもあるが、現れるごと姿が全く違い、その正体は謎。
ミカエル助蔵
盲目の琵琶法師。大友忍法の師範。ジュリアンから西洋魔術を学び、十五童女に伝授した。

### その他
沢野忠庵（クリストファ・フェレイラ）
幕府の命を受け、隠れキリシタンを取り締まる「転び伴天連（改宗者）」。
伽羅（きゃら）
長崎の色町、丸山でも名物の遊女。あまりにあっけらかんとしていて知性を疑われるような性格。忍法を封じられた扇千代を気に入り、自分の間夫として勝手にもてなすが、その行く先々で激しい忍法争いを目撃することになる。
馬場采女正（ばば うねめのしょう）
長崎奉行。江戸からつかわされた扇千代を世話することになり、娘のお志乃が彼に好感を持っていることも黙認している。
お志乃（おしの）
馬場采女正の娘。扇千代に好意を抱いているが、その周囲でくり広げられる争いに苦悩している。

## 目録
1.  背教者
2.  十五人の童貞女
3.  女人琵琶行
4.  張孔堂
5.  天草党
6.  マリア十五玄義図
7.  遊女伽羅
8.  忍法  「おんな化粧」
9.  忍法  「おとこ化粧」
10. 忍法  「水絵」
11. 忍法  「指蚕」
12. 忍法  「肉豆腐」
13. 忍法  「死眼彫」
14. 忍法  「羅切」
15. 忍法  「月ノ水泡」
16. 忍法  「犬ざかり」
17. 忍法  「我喰い」
18. 忍法  「死人鴉」
19. 御身の降誕祭

## 登場する忍法
- 忍法おんな化粧（にんぽうおんなげしょう／けしょう） - 美少年が女に性転換する。
- 忍法おとこ化粧（にんぽうおとこげしょう／けしょう） - 女に性転換した美少年が男に戻る。
- 忍法水絵（にんぽうみずえ）

## 映画
1964年に東映により『くノ一化粧』として映像化され、監督は中島貞夫が務めた。

## オリジナルビデオ
忍法帖シリーズの別作品『くノ一忍法帖』がヒットしたことにより、全く別作品であるが『くノ一忍法帖II 聖少女の秘宝』として映像化されている。
1. ↑  “くノ一化粧：作品情報・キャスト・あらすじ”.   映画.com. 2025年8月20日閲覧。